# Abe Lenstra
Abe Minderts Lenstra (Heerenveen, 27 de novembro de 1920 — Heerenveen, 2 de setembro de 1985) foi um futebolista neerlandês que atuava como ponta-esquerda.

## Carreira
Lenstra jogou por uma série de clubes como SC Enschede, Enschedese Boys, PH: DOS '19, WSV, DOS Kampen e vv LTC. No entanto, foi com o VV Heerenveen (o nome anterior do atual sc Heerenveen) onde ele foi selecionado pela primeira vez para a Seleção Neerlandesa. Quando, em 1954, o futebol profissional foi introduzido na Holanda, Abe Lenstra, já com 34 anos, mudou-se do VV Heerenveen para o SC Enschede. Foi em Enschede que perdeu a sua melhor oportunidade de conquistar o título neerlandês: em 1958, o SC Enschede perdeu a primeira e última final da Eredivisie após 180 minutos contra o DOS Utrecht. Em 1960, transferiu-se para o rival Enschedese Boys, onde encerrou sua carreira profissional em 1963.
Com a seleção nacional, pela qual jogou um total de 47 partidas marcando 33 gols, fez parceria com outros internacionais como Faas Wilkes e Kees Rijvers. Ele era conhecido por manter seus princípios e se opunha a jogar pela seleção nacional se não fosse selecionado para a posição que favorecia.
Foi Lenstra quem colocou o nome do sc Heerenveen no mapa do futebol, onde o clube também era carinhosamente chamado de 'Abeveen'. Em 1977, muito depois de se aposentar do futebol, ele foi diagnosticado com uma hemorragia cerebral e passou o resto de sua vida usando uma cadeira de rodas. Ele morreu em 1985, poucos dias antes da primeira partida internacional no estádio que um ano depois levaria seu nome.

## Legado
Hoje, seu nome está intimamente associado ao sc Heerenveen e seu estádio: O (primeiro e segundo) Abe Lenstra Stadion foi nomeado em sua homenagem como um memorial duradouro.

## Estatísticas

### Clubes
| Equipe            | Temporada         | Campeonato nacional | Campeonato nacional | Copa nacional | Copa nacional | Outros torneios | Outros torneios | Total | Total |
| Equipe            | Temporada         | Jogos               | Gols                | Jogos         | Gols          | Jogos           | Gols            | Jogos | Gols  |
| ----------------- | ----------------- | ------------------- | ------------------- | ------------- | ------------- | --------------- | --------------- | ----- | ----- |
| Heerenveen        | 1936–37           | 18                  | 20                  | —             | —             | 4               | 2               | 22    | 22    |
| Heerenveen        | 1937–38           | 17                  | 13                  | 4             | 11            | —               | —               | 21    | 24    |
| Heerenveen        | 1938–39           | 18                  | 25                  | 1             | 0             | —               | —               | 19    | 25    |
| Heerenveen        | 1939–40           | 16                  | 21                  | —             | —             | —               | —               | 16    | 21    |
| Heerenveen        | 1940–41           | 14                  | 20                  | —             | —             | —               | —               | 14    | 20    |
| Heerenveen        | 1941–42           | 17                  | 32                  | —             | —             | 8               | 6               | 25    | 38    |
| Heerenveen        | 1942–43           | 18                  | 27                  | —             | —             | 7               | 7               | 25    | 34    |
| Heerenveen        | 1943–44           | 16                  | 19                  | —             | —             | 8               | 3               | 24    | 22    |
| Heerenveen        | 1945–46           | 19                  | 18                  | 1             | 1             | 9               | 7               | 29    | 26    |
| Heerenveen        | 1946–47           | 19                  | 30                  | —             | —             | 10              | 15              | 29    | 45    |
| Heerenveen        | 1947–48           | 20                  | 28                  | —             | —             | 10              | 13              | 30    | 41    |
| Heerenveen        | 1948–49           | 18                  | 21                  | —             | —             | 10              | 12              | 28    | 33    |
| Heerenveen        | 1949–50           | 17                  | 30                  | —             | —             | 10              | 5               | 27    | 35    |
| Heerenveen        | 1950–51           | 21                  | 30                  | —             | —             | 4               | 1               | 25    | 31    |
| Heerenveen        | 1951–52           | 26                  | 29                  | —             | —             | —               | —               | 26    | 29    |
| Heerenveen        | 1952–53           | 26                  | 19                  | —             | —             | —               | —               | 26    | 19    |
| Heerenveen        | 1953–54           | 25                  | 24                  | —             | —             | —               | —               | 25    | 24    |
| Heerenveen        | 1954–55           | 35                  | 28                  | —             | —             | —               | —               | 35    | 28    |
| Heerenveen        | Total             | 360                 | 434                 | 6             | 12            | 80              | 71              | 446   | 517   |
| Enschede          | 1955–56           | 33                  | 25                  | —             | —             | —               | —               | 33    | 25    |
| Enschede          | 1956–57           | 30                  | 17                  | —             | —             | —               | —               | 30    | 17    |
| Enschede          | 1957–58           | 21                  | 11                  | —             | —             | —               | —               | 21    | 11    |
| Enschede          | 1958–59           | 27                  | 18                  | —             | —             | —               | —               | 27    | 18    |
| Enschede          | 1959–60           | 25                  | 15                  | —             | —             | —               | —               | 25    | 15    |
| Enschede          | Total             | 136                 | 86                  | —             | —             | —               | —               | 136   | 86    |
| Enschedese Boys   | 1960–61           | 27                  | 13                  | 4             | 3             | —               | —               | 31    | 16    |
| Enschedese Boys   | 1961–62           | 33                  | 20                  | 1             | 2             | —               | —               | 34    | 22    |
| Enschedese Boys   | 1962–63           | 23                  | 7                   | 1             | 1             | —               | —               | 24    | 8     |
| Enschedese Boys   | Total             | 83                  | 40                  | 6             | 6             | —               | —               | 89    | 46    |
| Total na carreira | Total na carreira | 579                 | 560                 | 12            | 18            | 80              | 71              | 671   | 649   |

### Seleção Neerlandesa
| Ano   | Jogos | Gols |
| ----- | ----- | ---- |
| 1940  | 2     | 1    |
| 1946  | 1     | 0    |
| 1947  | 1     | 1    |
| 1948  | 6     | 2    |
| 1949  | 5     | 2    |
| 1950  | 4     | 1    |
| 1951  | 4     | 7    |
| 1952  | 4     | 2    |
| 1953  | 3     | 2    |
| 1955  | 1     | 1    |
| 1956  | 6     | 4    |
| 1957  | 3     | 3    |
| 1958  | 6     | 6    |
| 1959  | 1     | 1    |
| Total | 47    | 33   |

## Títulos
Heerenveen
- Primeira Divisão do Norte: 1941–42, 1942–43, 1943–44, 1945–46, 1946–47, 1947–48, 1948–49, 1949–50, 1950–51

### Prêmios individuais
- Desportista Neerlandês do Ano: 1951, 1952

### Artilharias
- Eredivisie de 1946–47
- Eredivisie de 1947–48